# Équitation aux Jeux paralympiques
L'équitation handisport est inscrite au programme des Jeux paralympiques pour la première fois en 1984 à New York et est systématiquement présente depuis l'édition de 1996 à Atlanta (États-Unis). Contrairement aux jeux olympiques où trois disciplines font partie du programme (saut d'obstacles, concours complet d'équitation et dressage), seul le dressage para-équestre est présent à chaque jeux paralympiques. Cette dernière étant la seule discipline individuelle mixte de ces jeux (les équipes de rugby-fauteuil et de para-hockey sur glace sont ouverts aux femmes).

## Histoire
Les premiers Jeux paralympiques ont eu lieu en 1960, cependant il faut attendre les Jeux de 1984 pour y voir la toute première apparition des sports équestres. C'est la seule édition à proposer en plus du dressage des épreuves de maniabilité.
Organisés tous les quatre ans, depuis les jeux d'Atlanta en 1996, ils ont rassemblé 78 cavaliers provenant de 27 pays différents à ceux de Londres (2012).

## Règlement et épreuves

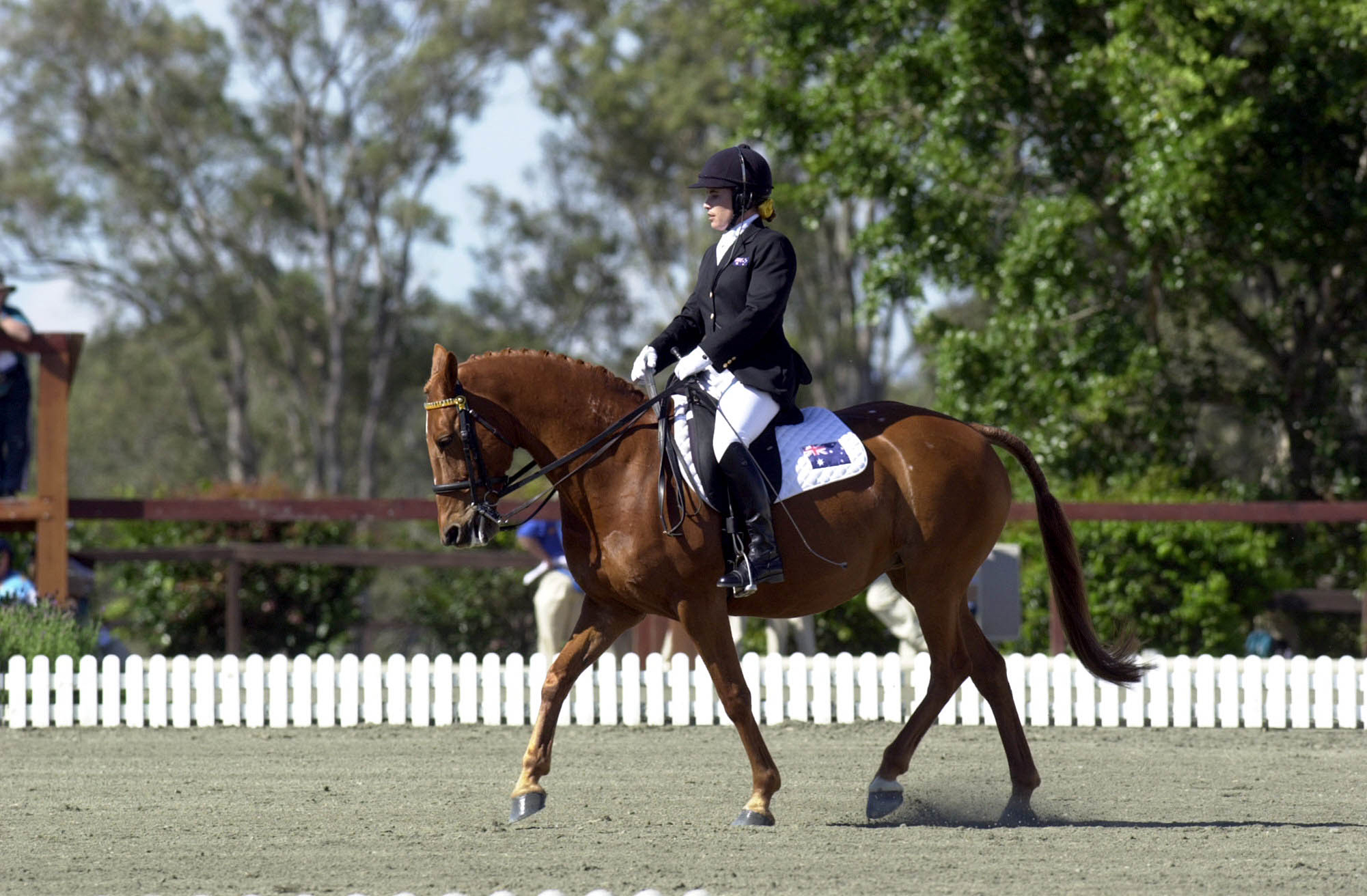
La cavalière australienne Marita Hird sur O.P. Fleur aux jeux paralympiques de Syndey en 2000.

Les athlètes sont classés selon des critères de mobilité, de force et de coordination. Il existe donc quatre grandes catégories principales appelés « grades », :
- grade I (Ia et Ib) : elle regroupe les athlètes ayant soit une déficience au niveau de l’équilibre du tronc, soit une motricité limitée des membres. Seul le pas est autorisé en allure pour les cavaliers de Grade Ia, ceux de la Grade Ib pouvant aller jusqu'au trot ;
- grade II : elle réunit les athlètes ayant soit un handicap grave au niveau de l’équilibre du tronc, soit un handicap unilatéral grave. Allures autorisées : pas et trot ;
- grade III : ce sont tous les athlètes hémiplégiques, ayant un handicap moyen des deux bras et jambes, ceux ayant un grave handicap des bras et les cavaliers aveugles ou sourds. Le pas, trot et galop sont autorisés ;
- grade IV : elle regroupe les handicaps plus légers avec soit un problème à un ou deux membres, soit une déficience visuelle. Toutes les allures sont autorisées, y compris le galop avec des mouvements latéraux.

Les règles sont quasiment les mêmes que celles pour les valides en compétition. À la différence que selon les handicaps, les équipements peuvent être améliorés : selle permettant un meilleur équilibre du cavalier, usage de rênes à pont permettant d'utiliser une seule main ou de rênes à poignées pour une meilleure prise en main, étriers de sécurité permettant le maintien des jambes avec un élastique qui se détache en cas de chute. Tous ces équipements spécifiques doivent être approuvés avant les épreuves. Un cavalier aveugle ou malvoyant peut être guidé à la voix depuis le bord de piste.
La compétition se déroule en trois reprises pour chaque couple cavalier/cheval :
- deux reprises imposées comptant (Grand Prix Individuel) ;
- une reprise libre en musique (RLM), où les athlètes peuvent choisir leur reprise et leur musique[9].

Le titre par équipe est attribué à la meilleure équipe nationale de quatre cavaliers, l'un d'eux doit être inscrit dans les catégories les plus handicapantes (grade I ou II).

## Tableau des médailles

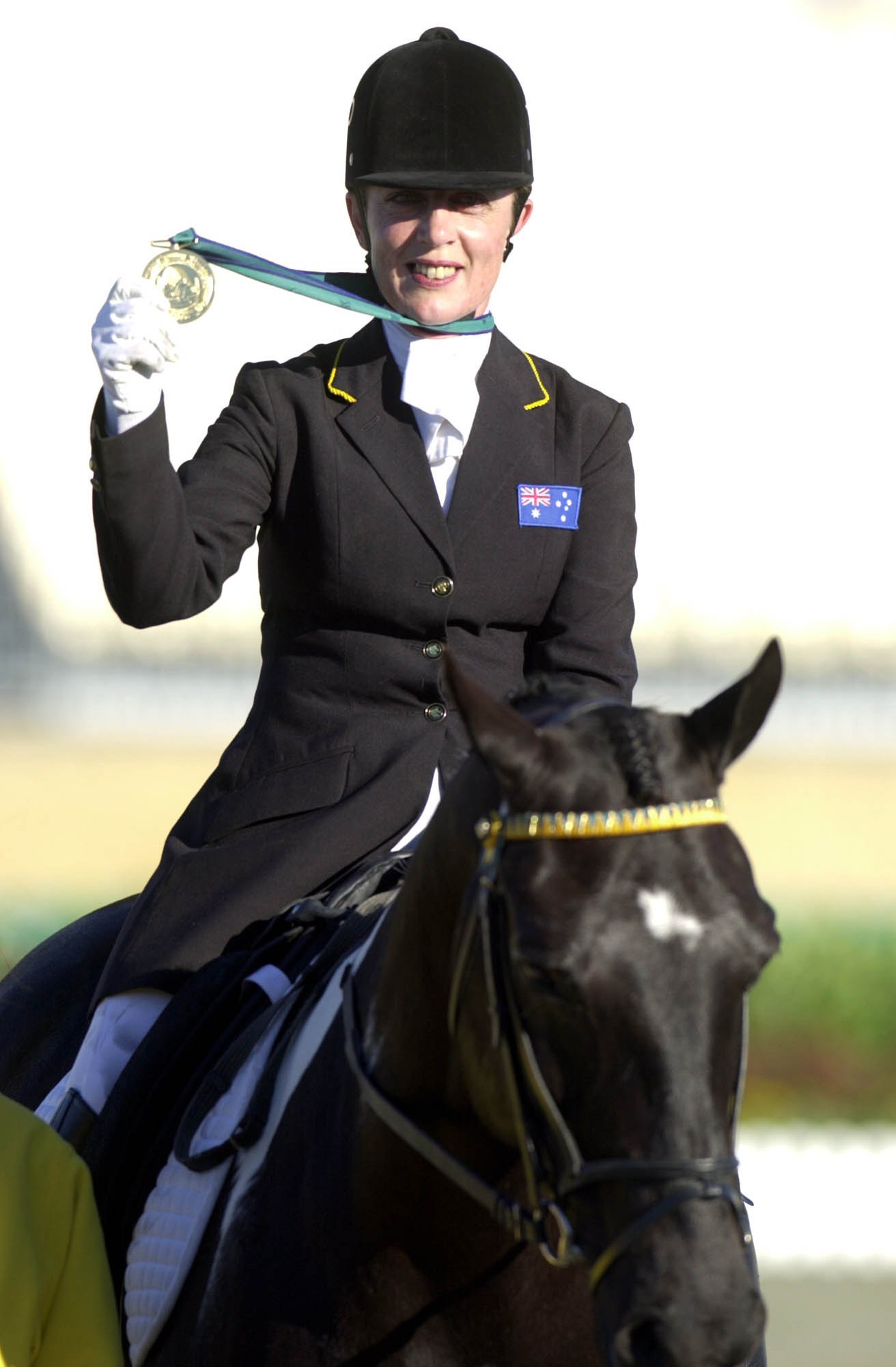
La cavalière australienne Julie Higgins brandissant sa médaille d'or aux jeux paralympiques de Sydney en 2000.

Depuis la première édition, le Royaume-Uni domine très clairement les épreuves équestres. Cela s'est confirmé lors des jeux de Londres, où les cavaliers ont remporté à domicile cinq médailles d'or, cinq d'argent et une de bronze.
| Rang | Nation           | Or | Argent | Bronze | Total |
| ---- | ---------------- | -- | ------ | ------ | ----- |
| 1    | Royaume-Uni      | 34 | 20     | 10     | 64    |
| 2    | États-Unis       | 9  | 8      | 3      | 20    |
| 3    | Danemark         | 7  | 8      | 10     | 25    |
| 4    | Allemagne        | 6  | 11     | 7      | 24    |
| 5    | Norvège          | 5  | 9      | 6      | 20    |
| 6    | Belgique         | 5  | 2      | 3      | 10    |
| 7    | Pays-Bas         | 4  | 7      | 12     | 23    |
| 8    | Suède            | 4  | 1      | 5      | 10    |
| 9    | Australie        | 3  | 1      | 5      | 9     |
| 10   | Autriche         | 2  | 3      | 1      | 6     |
| 11   | Afrique du Sud   | 2  | 2      | 0      | 4     |
| 12   | Canada           | 1  | 3      | 6      | 10    |
| 13   | Irlande          | 1  | 1      | 3      | 4     |
| 14   | Nouvelle-Zélande | 1  | 1      | 0      | 2     |
| 15   | Brésil           | 0  | 1      | 4      | 5     |
| 16   | Singapour        | 0  | 1      | 3      | 4     |
| 17   | Finlande         | 0  | 1      | 1      | 2     |
| 17   | France           | 0  | 1      | 1      | 2     |
| 19   | Italie           | 0  | 0      | 2      | 2     |